# María Ángeles Gómez Armendáriz
María Ángeles Gómez Armendáriz   (octubre 1962) és una agent de policia espanyola coneguda per haver-se infiltrat durant quinze anys en diversos moviments socials amb el sobrenom de Marta de Aranjuez. Principalment, se centrà a simular activisme a Mares contra la Repressió, tot i que també formà part durant dos anys de la Coordinadora Antifeixista de Madrid i coincidí amb el col·lectiu Distrito 14. Fou admesa i ingressà a l'Acadèmia Especial de Policia Nacional el maig de 1984, i es llicencià com a agent del Cos Nacional de Policia espanyola a la promoció de l'any 1985.
La trajectòria d'infiltració María Ángeles es començà a documentar amb atenció per part dels moviments socials de Madrid cap al novembre de 2001, en les concentracions antifeixistes que pretenien fer front a la commemoració franquista convocada per tres formacions d'ultradreta (Federació Nacional de Combatents, Força Nova i Moviment Catòlic Espanyol) a la Plaça d'Orient. Fou en aquelles manifestacions on començà a cridar l'atenció, ja que la seva edat semblava evident que era més elevada que la mitjana dels assistents, i a més la seva estètica no encaixava perquè anava molt arreglada i maquillada, a més de mostrar una actitud molt tranquil·la quan varen començar les càrregues.
La Coordinadora Antifeixista de Madrid es dissolgué mesos més tard, quan María Ángeles ja feia temps que hi estava infiltrada, així que provà d'infiltrar-se en altres col·lectius. El Centre Social Okupat (CSO) on es trobava "El Laboratorio 2" fou un dels llocs que visità, on la batejaren com "Marta la estupa". Allà provà de relacionar-se amb el moviment antiglobalització, però en fou expulsada perquè no fou capaç de donar referències fiables, i la seva història personal no se sostenia per diverses incoherències. María Ángeles deia treballar en una escola d'Aranjuez, però no especificà mai quina, i a Aranjuez no trobaren ningú que la conegués de fes massa temps; a més, tampoc era capaç de donar dades que es poguessin contrastar.
Maria Àngels participà també a les reunions preparatòries del Fòrum Social Transatlàntic, un esdeveniment contra la cimera de la Unió Europea i Llatinoamèrica i el Carib que se celebrà a Madrid el maig del 2002. També prengué part en les mobilitzacions del 2000 al 2004 com les del Prestige, en les quals es feu un lliurament de chapapote a la Puerta del Sol, i fou present en assemblees i mobilitzacions de No a la Guerra, la transversalitat i assistència massiva de les quals li permeteren passar desapercebuda, a banda del fet que no era l'única policia infiltrada de la qual se sospitava dins dels moviments socials.
Rompamos el Silencio (RES), una iniciativa organitzada per diversos col·lectius de Madrid a finals dels anys noranta, reprengué l'activitat l'any 2005 organitzant una Setmana de lluita social, i Maria Àngels hi fou present diverses vegades. Aquells anys també fou vista en assemblees del moviment V de Vivienda, que protestava per la dificultat de la joventut per accedir a un habitatge, i estigué de forma pràcticament contínua des de la refundació de la Coordinadora Antifeixista l'any 2005, fins que s'infiltrà a Mares Contra la Repressió. Aconseguí infiltrar-s'hi gràcies al fet que, amb l'excusa de participar en les protestes del Moviment 15M, passava llargues esperes a les portes de comissaria i va establir contacte amb familiars i amistats de les detingudes que esperaven sortir alliberades. Dins de Mares contra la Repressió passà set anys com a agent infiltrada, fins a la seva expulsió en ser descoberta.
En els últims anys s'interessà també pels diversos actes de solidaritat amb el procés independentista català, sobretot el 2017. El setembre d'aquell any, participà en dos actes que se celebraren en contra de la repressió prèvia al referèndum d'independència de l'1 d'octubre, i el 17 de setembre assistí a un acte al Teatro del Barrio que defensava el dret a decidir, en què hi havia Joan Tardà, Jordi Cuixart, Natàlia Esteve (vicepresidenta de l'Assemblea Nacional Catalana), Núria Gibert i Eduardo Reyes. A més, uns dies després, també fou present a la concentració que es feu a la Puerta del Sol contra els escorcolls al departament d'Economia i a la seu de la CUP.
Després de ser identificada com a infiltrada, i expulsada públicament de Mares contra la Repressió, María Ángeles mantingué oberts els seus perfils a les xarxes socials i també la línia telefònica que havia utilitzat tots aquells anys. A les xarxes socials canvià el discurs que havia mostrat fins llavors d'afinitat als moviments socials, i començà a publicar comentaris amb un to clarament feixista, insultant polítics i activistes antifeixistes i fent burla de les publicacions que difonien altres casos de policies infiltrats.
Se sap que al llarg de la seva infiltració, María Ángeles arribà a fer servir el seu DNI fals per a sol·licitar permisos a la delegació del govern per diverses concentracions dels col·lectius on estava infiltrada i també es dedicà a fer trucades personals durant les quals aconseguia informació per a elaborar informes sobre les assemblees d'aquests col·lectius.
El seu cas d'infiltració fou destapat en una investigació conjunta entre els mitjans Directa i El Salto el setembre de 2024, amb el suport d'antics militants del col·lectiu Distrito 14. El seu cas fou destacat perquè l'agent encobert dugué a terme una operació de llarga durada i, com a agent infiltrada, estigué dècades provant de participar en diversos espais polítics de Madrid, i intentant entrar en l'organització de centres socials com El Laboratorio o col·lectius de suport a presos del GRAPO, PCE(r) i de l'independentisme del País Basc, passant per la Coordinadora Antifeixista i diferents espais antirepressius.